# Нелсон Семеду
Нелсон Семеду (порт. Nélson Semedo, нар. 16 листопада 1993, Лісабон), також відомий як Нелсінью (порт. Nelsinho — португальський футболіст, правий захисник клубу «Вулвергемптон» та збірної Португалії.

## Клубна кар'єра
Народився 16 листопада 1993 року в місті Лісабон. Вихованець футбольної школи клубу «Шентренше», де і розпочав грати у футбол в нижчих португальських лігах.
У 2012 році він перейшов у столичну «Бенфіку», де почав виступати за команду дублерів. У тому ж році Нельсіньйо на правах оренди перейшов в клуб «Фатіма». 2 вересня в матчі проти свого рідного «Шентренше» він дебютував в третьому дивізіоні Португалії. Після закінчення оренди Семеду повернувся в «Бенфіку», знову виступаючи у другій команді. 
16 серпня 2015 року в матчі проти «Ешторіл-Прая» він дебютував у Сангріш лізі. У цьому ж поєдинку він забив свій перший гол за «орлів». 15 вересня в матчі Ліги чемпіонів проти казахстанської «Астани» Нельсіньйо дебютував за лісабонський клуб на міжнародному рівні. В першому ж сезоні виграв з командою чемпіонат, кубок ліги і Суперкубок Португалії.

## Виступи за збірну
11 жовтня 2015 року дебютував в офіційних іграх у складі національної збірної Португалії у відбірковому матчі до чемпіонату Європи 2016 року проти збірної Сербії (2:1). Наразі цей матч залишається єдиним для гравця у збірній.

## Досягнення
- «Бенфіка»

Чемпіон Португалії (2): 2015-16, 2016-17
Володар Кубка Португалії (1): 2016-17
Володар Кубка португальської ліги (1): 2015-16
Володар Суперкубка Португалії (1): 2016
Найкращий новачок Чемпіонату Португалії (1): 2016-17
- «Барселона»

Чемпіон Іспанії (2): 2017-18, 2018-19
Володар Кубка Іспанії (1): 2017-18
Володар Суперкубка Іспанії (1): 2018
- Португалія

Переможець Ліги націй УЄФА (2): 2018—19, 2024-25